# Маяк острова Бэр
Маяк острова Бэр (англ. Bear Island Light) — маяк, расположенный в юго-западной части острова Бэр, округ Хэнкок, штат Мэн, США. Построен в 1839 году. Деактивирован 1981 году, однако был автоматизирован и возобновил работу в 1989 году.

## История
Средства на строительство маяка были выделены в 1838 году, и в 1839 году был построен каменный дом смотрителя, на крыше которого располагалась башня с маяком. В 1852 году дом сгорел. На его месте в 1853 году была возведена кирпичная башня с линзой Френеля. В 1889 году башню 1853 года постройки снесли и был построен комплекс зданий, сохранивший до сегодняшнего дня. В 1981 году Береговая охрана США решила деактивировать маяк. В 1987 остров Бэр был передан в собственность национального парка Акадия. Силами Общества Друзей Акадии маяк был восстановлен и автоматизирован в 1989 году, и с тех пор служит в качестве "частной помощи навигации".
Башня маяка представляет собой белую цилиндрическую кирпичную структуру к которой сбоку пристроена мастерская. На вершине располагается многоугольная железная камера фонаря, окруженная железным парапетом и перилами. Также комплекс исторических зданий включает в себя дом смотрителя и три хозяйственные постройки.
В 1988 году маяк был включен в Национальный реестр исторических мест.